# Leiocephalus macropus
Leiocephalus macropus är en ödleart som beskrevs av  Cope 1863. Leiocephalus macropus ingår i släktet rullsvansleguaner, och familjen Tropiduridae.
Arten förekommer i Kuba och på mindre tillhörande öar.

## Underarter
Arten delas in i följande underarter:
- L. m. macropus
- L. m. aegialus
- L. m. asbolomus
- L. m. felinoi
- L. m. hoplites
- L. m. hyacinthurus
- L. m. immaculatus
- L. m. koopmani
- L. m. lenticulatus
- L. m. phylax
- L. m. torrei